# Arzenál (Velence)

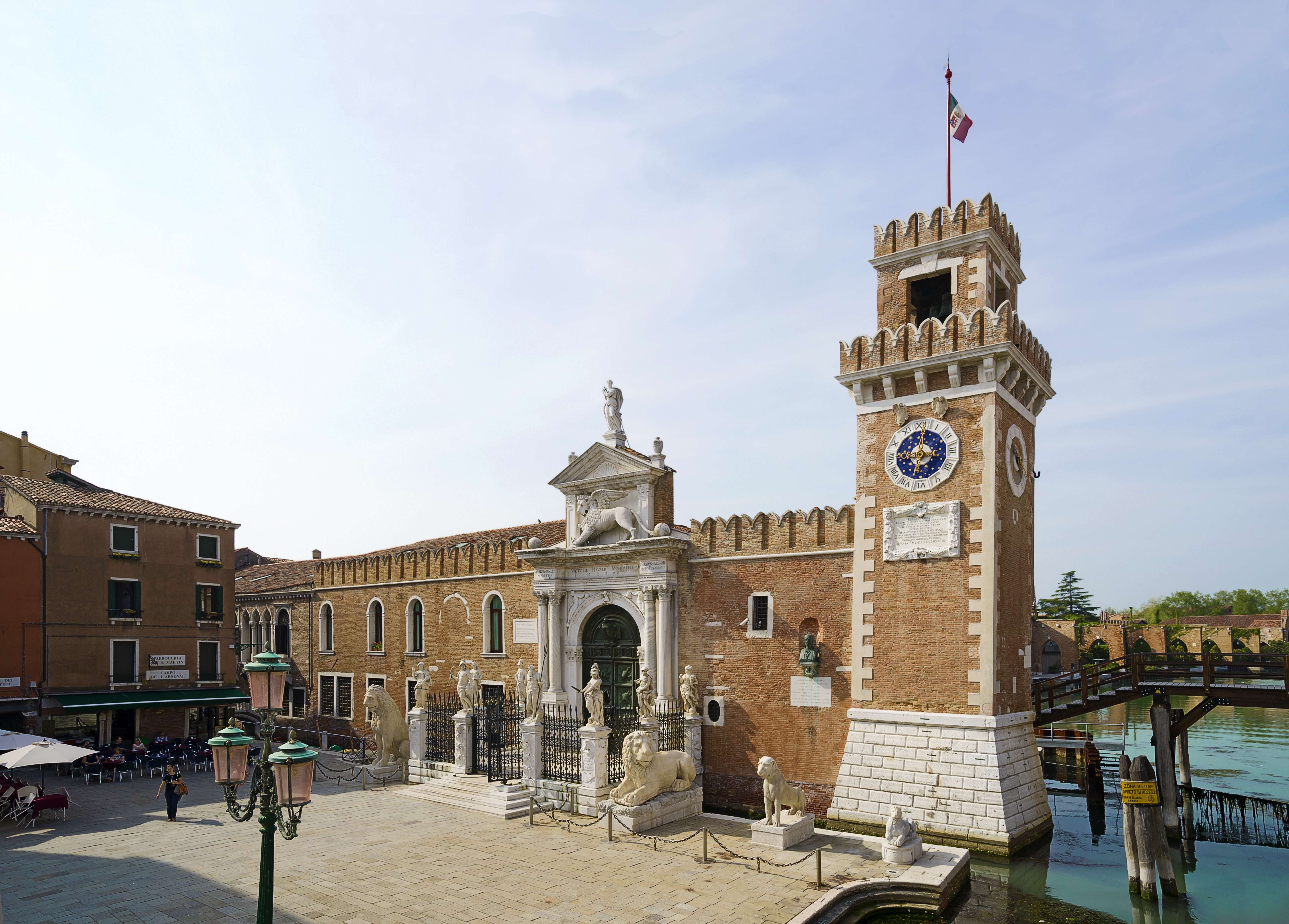
A Porta Magna a velencei Arzenálban

Az Arzenál (olaszul: Arsenale) a Velencei Köztársaság saját hajóépítő- és fegyverkészítő gyára, amely felelős volt a városállam haditengerészeti ellátásáért a második évezred utolsó harmadáig. Az Arzenál az egyik legelső nagyméretű ipari üzem volt a történelem folyamán.

## Története
Építése 1104 körül kezdődött a Velencei Köztársaság korában. Európa legnagyobb ipari komplexuma volt az ipari forradalom előtt, 45 hektáros területen, azaz Velence mintegy 50%-án. A 3,2 km hosszú gáttal körülvett Arzenálban a munkások folyamatosan építették a hajókat, amelyek a város kikötőjéből indultak ki később. Magas falak és őrök egyaránt védték a nyilvánosság elől. Minden hajóalkatrésznek és egyéb gyártott termékek alkatrészeinek külön gyártási helye volt az Arzenálon belül, mint a lőszereknek, köteleknek stb. Ezeket az alkatrészeket előre összeszerelve egy-egy hajó elkészítése mindössze egy napig tartott. A hajógyárnak külön fenntartott erdő állt rendelkezésére a Montello-dombon, amely teljes mértékben ellátta az Arzenál faszükségletét. 
Az Arzenál gyártotta a legtöbb tengeri kereskedőhajót, biztosítva ezzel a város jólétét és befolyását. Ez egészen a köztársaság bukásáig tartott, amikor Napoléon Bonaparte tábornok seregei meghódították a területet 1797-ben.
Az Arzenál Velencén belül a Castello negyedben található, és jelenleg az olasz állam tulajdona.